# Отфёй, Жан де Вьен де
Жан де Вьен де Отфёй (фр. Jean de Vienne de Hautefeuille; 2 апреля 1877, Дуэ, Франция — 21 сентября 1957, Франция) — епископ Римско-Католической Церкви, миссионер, апостольский викарий апостольского викариата Тяньцзиня (с 12.07.1923 по 11.04.1946), первый ординарий католической епархии Тяньцзиня (с 11.04.1946 по 1951).

## Биография
9 июня 1900 года был рукоположён в священника. В 1901 году он отправился заниматься пастырской деятельностью в Северный Китай в провинцию Чжили. 10 августа 1915 года он был рукоположён в епископа и назначен Святым престолом на должность коадъютора апостольского Викариата Юго-Западного Чжили.
2 апреля 1919 года его назначили апостольским викарием Апостольского викариата Северного Чжили. 12 июля 1923 года Святым Престолом был образован апостольский викариат Тяньцзиня и Жан де Вьен де Отфёй назначили ординарием нового викариата. 11 апреля 1946 года викариат Тяньцзиня был преобразован в епархию Тяньцзиня, первым ординарием которой стал Жан де Вьен де Отфёй.
С 1949 года, после образования Китайской Народной Республики, начались притеснения Католической Церкви со стороны коммунистических властей. 28 мая 1951 года был депортирован из Китая. Во Франции его представили к французским государственным наградам.
21 сентября 1957 года скончался в возрасте 80 лет.